# Al Khatem Tower
Al Khatem Tower ist der Name eines Bürohochhauses auf der Insel Maryah in Abu Dhabi, der Hauptstadt der Vereinigten Arabischen Emirate.
Das Gebäude befindet sich im neu errichteten Gebäudekomplex Abu Dhabi Global Market Square und wurde 2012 eröffnet. Der Al Khatem Tower ist spiegelbildlich identisch mit dem Al Maqam Tower, 155 Meter hoch, und hat 37 Stockwerke. Der Name während des Baus war Sowwah Square Tower 4.